# Vegetarisme
Vegetarisme bygger på, at mennesket udelukkende ernærer sig af planteføde.
Nogle vegetarer spiser animalske produkter i form af æg og mælkeprodukter. Denne form for vegetarisme hedder ovo-lakto-vegetarisme.
Vegetarer spiser ikke fisk, og mennesker som spiser fisk, men ikke andet kød kaldes pescetar. Vegetarian Society, som introducerede betegnelsen "vegetar" i 1847, påpeger, at indtagelse af fisk ikke er vegetarisk.
Meget proteinholdige vegetabilske produkter er bønner, linser, kikærter og nødder. Fuldkornsprodukter har også et betydeligt indhold af protein, og desuden findes der flere kød- og mælkeerstatninger som tofu, sojamælk, rismælk, tempeh og seitan.

## Terminologi
| Kost                  | Kød | Fjerkræ | Fisk og skalddyr | Æg  | Mælkeprodukter | Bihonning |
| --------------------- | --- | ------- | ---------------- | --- | -------------- | --------- |
| Veganisme             | Nej | Nej     | Nej              | Nej | Nej            | Nej       |
| Laktovegetarisme      | Nej | Nej     | Nej              | Nej | Ja             | Ja        |
| Ovovegetarisme        | Nej | Nej     | Nej              | Ja  | Nej            | Ja        |
| Ovo-lakto-vegetarisme | Nej | Nej     | Nej              | Ja  | Ja             | Ja        |
| Pescetarisme          | Nej | Nej     | Ja               | Ja  | Ja             | Ja        |
| Pollotarisme          | Nej | Ja      | Nej              | Ja  | Ja             | Ja        |
| Pollo-Pescetarisme    | Nej | Ja      | Ja               | Ja  | Ja             | Ja        |

### Andre diæter forbundet med vegetarisme
- Frugtarisme er en kost af frugt, nødder, frø, og andre planter, der kan samles uden at skade planten.
- Su-vegetarisme begyndte i buddhismen og udelukker alle animalske produkter og ildelugtende grøntsager: løg, hvidløg, forårsløg, porre eller skalotteløg.
- Makrobiotisk kost består mest af korn og bønner. Nogle makrobiotikere spiser fisk.
- Rå veganisme er kost bestående af friske og utilberedte frugter, nødder, frø, grøntsager.

Nogle vegetarer undgår produkter, som kan indeholde udeklarerede animalske ingredienser, eller som bruger animalske produkter under produktionen som oste med animalsk osteløbe, gelatine (fra dyrehud, knogler og bindevæv) og alkohol, som klares med gelatine, æg eller knuste skaldyr og stør.

### Semivegetariske diæter
Semivegetariske diæter består primært af vegetariske fødevarer, men med få ikke-vegetariske produkter. De diæter følges af dem, der reducerer indtagelsen af kød, og nogle skifter over til en vegetarisk diæt. Disse udtryk er baseret på ordet "vegetarisk". De betragtes med uvilje af vegetarer, da de kombinerer udtryk for vegetariske og ikke-vegetariske diæter.
Mange beskriver sig som "vegetarer", da de indtager en semivegetarisk diæt.
- Lessetarisme – En diæt, som fokuserer på at nedbringe, men ikke udelukke, indtagelsen af kød.
- Semi-vegetarisme – En diæt, som udelukker noget kød, delvist rødt kød, men tillader indtagelsen af andet i begrænsede mængder.
  - Pescotarisme – En diæt, som udelukker alt kød, undtagen fisk, skaldyr og krebsdyr.
  - Pollotarisme – En diæt, som udelukker alt kød, undtagen fjerkræ.
- Fleksitarisme – En diæt, som primært indeholder vegetarisk mad, men tillader undtagelser.

## Etymologi bag begrebet vegetar
Vegetarian Society, grundlagt i 1847, hævder at have "skabt ordet vegetar fra det latinske 'vegetus' som betyder 'livlig' (hvilket er hvordan disse tidlige vegetarer hævdede at deres kostplan fik dem til at føle sig) ..." Oxford English Dictionary og andre standardordbøger skriver dog at ordet i sin engelske form ("vegetarian") blev dannet fra ordet "vegetable" ("grøntsag") og suffikset "-arian".

## Historie
De tidligste optegnelser af vegetarisme blandt et større antal mennesker kommer fra det gamle Indien og oldtidens græske civilisation i det sydlige Italien og i Grækenland i det 6. århundrede f.Kr. I begge tilfælde var kostvalget tæt forbundet med tanken om ikke-vold mod dyr (kaldet "ahimsa" på indisk) og blev støttet af religiøse grupper og filosoffer. Efter kristendommens indførelse i det romerske kejserrige i slutningen af Antikken, forsvandt vegetarismen som helhed fra Europa. Flere munke ordener i Middelalderen begrænsede eller bandlyste indtagelsen af kød af asketiske grunde, men ingen af dem talte mod at spise fisk. Vegetarismen vendte til en vis grad tilbage i Europa under Renæssancen. Den blev en mere udbredt trend i det 19. og 20. århundrede.
I 1847 blev det første Vegetarian Society grundlagt i England; Tyskland, Nederlandene og andre lande fulgte snart efter. International Vegetarian Union, en sammenslutning af de nationale fællesskaber, blev grundlagt i 1908. I Vesten voksede vegetarisme i popularitet i det 20. århundrede som et resultat af ernæringsmæssige, etiske, miljømæssige og økonomiske bekymringer. I dag udgør indiske vegetarer, hovedsageligt lakto-vegetarer, mere end 70% af verdens vegetarer. De udgør 20–42% af den indiske befolkning, mens mindre end 30% er almindelige kødspisere. Undersøgelser i USA har konkluderet at omkring 1–2.8% af alle amerikanske voksne ikke spiser kød (ej heller fjerkræ eller fisk).

## Sundhedsmæssige fordele og ulemper
Vegetarisme giver, hvad der betragtes som en sund og holdbar kostplan. Den amerikanske diætistforening såvel som den canadiske har konkluderet, at en alsidig vegetarisk kostplan tilfredsstiller de ernæringsmæssige krav til alle stadier i livet, og større studier har vist, at vegetarisme kan forebygge kræft, iskæmiske hjertesygdomme og andre dødelige sygdomme. Nødvendige næringsstoffer, proteiner og aminosyrer til kroppens opretholdelse kan findes i grøntsager, korn, nødder, sojamælk, æg og mejeriprodukter.
Vegetarisk kost kan hjælpe med at holde kropsvægten under kontrol og reducere risikoen for hjertesygdomme og osteoporose betragteligt. Specielt ikke-magert rødt kød har kunnet forbindes direkte med en dramatisk stigning i risikoen for kræft i lungerne, spiserøret, leveren og tarmene. Andre studier har omvendt vist, at der ikke var tydelige forskelle mellem vegetarer og ikke-vegetarer, hvad angår dødelighed fra cerebrovaskulære sygdomme, mavekræft, kolorektal kræft eller prostatakræft, selvom udsnittet af vegetarer var lille og blandt andet omfattede eks-rygere, som havde skiftet kostvaner inden for de forgående fem år.
De amerikanske og canadiske diætistforeninger har konstateret, at "Vegetarisk kost byder på en række ernæringsmæssige fordele, deriblandt lavere mængder mættede fedtsyrer, kolesterol og animalsk protein såvel som større mængder kulhydrat, fibre, magnesium, kalium, folat og antioxidanter såsom vitamin C og vitamin E samt fytokemikalier." Vegetarer har generelt et lavere BMI, lavere blodtryk og mindre risiko for hjertesygdomme, hypertension, sukkersyge, nyresygdomme, osteoporose, demens såsom Alzheimers og andre sygdomme.

### Ernæring
Vestlige vegetariske kostplaner indeholder typisk mange karotenoider, men relativt lave mængder af langkædede n-3-fedtsyrer og vitamin B12. Især veganere kan ofte have en lav tilførsel af B vitamin og kalcium, hvis de ikke spiser nok af grønkål, bladgrøntsager, tempeh og tofu. Større mængder kostfibre, folsyre, C- og E-vitamin samt magnesium kombineret med et lavt indtag af mættede fedtsyrer er alle positive aspekter af vegetarisk kost.

#### Protein
Proteinindtagelse i vegetarisk kost kan opfylde de daglige behov for også atleter og bodybuildere. Studier af Harvard University såvel som andre studier udført i USA, Storbritannien, Canada, Australien, New Zealand og diverse europæiske lande, har bekræftet, at vegetarisk kost er forsynet med rigeligt protein, så længe der er en række plantekilder tilgængelige, som indtages. Proteiner består af aminosyrer, og der er en udbredt bekymring, om protein fra grøntsager indeholder en tilstrækkelig mængde af de "essentielle aminosyrer", som ikke kan syntetiseres af menneskekroppen. Mens mejeri- og æggeprodukter er fyldestgørende kilder for lakto-ovo-vegetarer, er de eneste grøntsagskilder med betragtelige mængder af alle otte slags essentielle aminosyrer lupin, soja, hampfrø, chiafrø, amarant, boghvede og quinoa. Det er dog ikke nødvendigt at få proteiner fra disse kilder — de essentielle aminosyrer kan også skaffes fra forskellige komplementære plantekilder, som tilsammen giver alle otte essentielle aminosyrer (fx brune ris og bønner, eller hummus og hele hvedepita, selv om det ikke er nødvendigt at kombinere proteiner i det samme måltid). En varieret indtagelse af sådanne kilder kan være tilstrækkeligt.

#### Jern
Vegetarisk kost indeholder lige så store mængder jern som ikke-vegetarisk kost, men den har mindre biotilgængelighed end kost med jern fra kød, og dens absorbering kan nogle gange hindres af andre nødvendige bestanddele i kosten. Til vegetariske fødevarer, som er rige på jern, tæller sorte bønner, cashewnødder, hampfrø, røde bønner, linser, havregryn, rosiner, sort-øje bønner, sojabønner, mange typer morgenmadsprodukter, solsikkefrø, kikærter, tomatjuice, tempeh, melasse og fuldkornsbrød. Vegansk kost kan ofte indeholde større mængder jern end vegetarisk kost, fordi mejeriprodukter ikke indeholder meget jern. Jerndepoterne er ofte lavere i vegetarer end i ikke-vegetarer, og jernmangel er dermed også oftere set i vegetariske og veganske kvinder og børn (voksne mænd har sjældent jernmangel), selvom decideret jernmangelsanæmi er sjældent.

#### B12 vitamin
De fleste planter er generelt ikke betydelige kilder til B12-vitamin Lakto-ovo-vegetarer kan optage B12 fra mejeriprodukter og æg, mens veganere eksempelvis kan få dækket behovet for B12 gennem indtagelse af 2-4 gram tang dagligt (nori-tang, som fx bruges til sushi). Siden menneskekroppen bevarer B12 og genbruger det uden at ødelægge substansen, er kliniske beviser på B12-mangel sjældne. Kroppen kan opbevare depoter af vitaminet i op til 30 år uden at behøve at få sine forsyninger suppleret.
Anbefalingen om at tage det som supplement er blevet udfordret af studier, som indikerer at exogent B12 faktisk kan forstyrre den almindelige absorbering af vitaminet i dets naturlige form. Forskningen på kilder til vitamin B12 er blevet udvidet i de seneste år og forskere ved Hiroshima Universitet har udviklet metoder, hvormed man kan dyrke planter, der er rige på vitamin B12.

#### Fedtsyrer
Fisk er en stor kilde til Omega-3-fedtsyrer, selv om der også er nogle plantebaserede kilder som soja, valnødder, græskarkerner, rapsolie og specielt hampfrø, chiafrø, hørfrø og portulak. Portulak indeholder mere Omega 3 end nogen anden bladgrøntsag. Planteføde kan give alfalinolensyre men ikke de langkædede n-3 fedtsyrer EPA og DHA, som kan findes i små mængder i æg og mejeriprodukter. Vegetarer, og veganere i særdeleshed, har generelt lavede niveauer af EPA og DHA end kødspisere. Mens sundhedseffekten ved lave mængder EPA og DHA er ukendt, er det usandsynligt, at supplement med alfalinolensyre vil øge niveauet synderligt. Senest er nogle firmaer begyndt at markedsføre vegetariske DHA-supplementer indeholdende udtræk fra tang. Lignende supplementer som både giver DHA og EPA er også begyndt at dukke op. Hel tang er dog ikke egnet som supplement, fordi dets høje indhold af jod begrænser mængden, som man sikkert kan indtage. Visse former for alger, såsom spirulina, er dog gode kidler til gammalinolensyre (GLA), alfalinolensyre (ALA), linolsyre (LA), stearidonsyre (SDA), icosapentaensyre (EPA), docosahexaensyre (DHA) og arakidonsyre (AA).

#### Calcium
Calciumindtaget hos vegetarer er nogenlunde på niveau med ikke-vegetarers. Der er blevet fundet svækket knoglemineralisering hos veganere, som ikke spiser nok bladgrøntsager, som er centrale kilder til calcium. Dette findes dog ikke hos lakto-ovo-vegetarer.

#### D-vitamin
Mængden af D-vitamin lader ikke til at være lavere i vegetarer (selv om studier har vist at en stor del af den generelle befolkning lider af mangel på D-vitamin). Nødvendig vitamin D kan findes ved menneskekroppens egen generering efter at være blevet udsat for tilpas og følsom UV-sol. Produkter som mælk, sojamælk og korn kan få tilsat stoffer for at blive en kilde til vitamin D og svampe giver over 2.700 IU pr. portion (omtrent 1/2 kop) af vitamin D2, hvis de udsættes for blot 5 minutters UV-lys efter at være blevet høstet; for de som ikke kommer nok i sollys eller får substitueret vitaminet andetstedsfra kan vitamin D-supplement være nødvendigt.

### Medicinsk brug
Inden for lægevidenskaben rådes patienter nogle gange til at prøve en vegetarisk kostplan. Visse alternative behandlinger, såsom Ayurveda og Siddha, ordinerer vegetarisk kost som en normal procedure.

### Fysiologi
Vegetarian Resource Group har, blandt andre, konkluderet at mennesket er en naturlig altæder baseret på menneskets evne til at fordøje kød og planteføde, med den tilsvarende metabolske tendens til en tilpasning, der kan dækkes af plantebaseret ernæring. Studier peger i retning af, at mennesket anatomisk set nærmere er planteædere, med lang mave-tarmkanal og sløve tænder, inklusive hjørnetænder. Ernæringseksperter mener, at tidlige menneskeaber udviklede sig til at spise kød som et resultat af enorme klimaforandringer som fandt sted for tre-fire millioner år siden, da skove og jungler tørrede ud og blev til åbne græsarealer, hvilket åbnede op for jægere og ådselædere.

## Grunde til en vegetarisk kostplan

### Sygdomsforebyggelse
Større studier har påvist, at vegetarisme kan forebygge kræft, iskemiske hjertesygdomme og andre dødelige sygdomme.

### Etik

#### Dyreetik
Der er etiske årsager til at nogle mennesker vælge er blive vegetar. Heraf er bl.a. produktionen, slagtningen og forbruget af kød eller animalske produkter uetisk, strider i mod dyrs rettigheder, aversion mod at påføre følende væsner smerte eller skade, eller en tro på at slagtning er grundlæggende forkert. Af tilsvarende grunde, er der nogen vegetarer det fravælger æg og mælk. [kilde mangler]
Bogen Animal Liberation af Peter Singer har haft stor indflydelse på dyreretsbevægelsen og specielt etisk vegetarisme og veganisme. I I-lande er etisk vegetarisme specielt blevet populært efter udbredelsen af "factory farming", et system hvor dyrene holdes indendørs i størstedelen af deres liv under forhold med stærkt begrænset bevægelighed. Svin, æglæggende høns, kødkyllinger og slagtekalve holdes under disse forhold. Factory farming har reduceret den følelse af dyrehold som engang var i landbruget og har ført til at dyr behandles som varer. Mange mener at den behandling som dyrene modtager ved produktionen af kød og andre dyreprodukter gør, at de selv er forpligtede til ikke at spise kød eller benytte animalske produkter.[kilde mangler]

#### Kuldioxid udledning
Den fremskredne globale opvarmning er en af hjertesagerne for de fleste miljøbevidste vegetarer.[kilde mangler] Ifølge en undersøgelse lavet af University of Chicago og udgivet i Time, ville det at skifte fra kødæder til vegetarisk kost reducere et kulstofaftryk med 1,4 gange mængden af det, der ville reduceres ved at udskifte en Toyota Camry med en hybridbil. Dette skyldes den enorme mængde metan, der sendes i luften fra de mange dyr, som avles til kødindustrien, metan er en 32% stærkere drivhusgas end kuldioxid. Forsendelser af korn og af selve dyrene spiller også en rolle i denne sag, da det tager omkring 4 kilo korn at få 1 kilo kød. Mange vegetarer føler at det, at spise så højt oppe i fødekæden spiller en for stor rolle i den globale hungersnød til at det kan retfærdiggøre det at spise kød.[kilde mangler]

### Smagen af kød
Der er nogle mennesker, der fravælger at spise kød eller nogle former for kød pga. smagen, da de ikke bryder sig om smagen af kød.[kilde mangler]

### Religion i relation til vegetarisme
Hinduisme, buddhisme og jainisme opfordrer til vegetarisme som en del af god moralsk opførsel.[kilde mangler] Buddhisme forbyder ikke kødspisning generelt, mens Mahayanabuddhisme anbefaler vegetarisme som gavnligt for udviklingen af barmhjertighed.[kilde mangler] Blandt andre trosretninger som opfordrer til en fuldt vegetarisk kostplan er Syvende Dags Adventistkirken, Rastafaribevægelsen og Hare Krishna.[kilde mangler]

#### Hinduisme
Nogle større retninger indenfor hinduismen fastholder vegetarisme som et ideal. Dette skyldes princippet om ikke-vold (ahimsa) overfor dyr; intentionen om kun at tilbyde "ren" (vegetarisk) mad til en guddom og få den tilbage som prasad; og overbevisningen om at ikke-vegetarisk mad er skadelig for sindet og den åndelige udvikling. Ikke-vold er en fælles interesse for alle de vegetariske traditioner indenfor hinduisme; de to andre aspekter er oftest kun relevante for hinduer som følger specielle retninger.
Hinduers madvaner varierer dog meget efter regionale traditioner. Hinduistiske vegetarer nægter ofte at spise æg, men indtager gerne mælk og mejeriprodukter. De er lakto-vegetarer. Mælk og mælkeprodukter er væsentlige bestanddele inden for Indiens traditionelle madkultur.

#### Jainisme
Tilhængere af jainisme er oftest lakto-vegetarer, da trosretningen ikke tillader produkter fra dyr. Jainere betragter vegetarisme som den ideelle kost på samme måde som hinduerne, men med specielt fokus på universal ikke-vold (ahimsa). Det er for jainere en uundværlig betingelse for åndelig udvikling. Nogle specielt dedikerede troende er frugtarer. Honning er forbudt, da indsamlingen af det ses som vold mod bierne. Nogle jainere indtager ikke plantedele som vokser under jorden som rødder og knolde, fordi små dyr kan blive dræbt, når planterne trækkes op.

#### Buddhisme
Theravadabuddhister sidestiller at tage et liv og spise kød, som allerede er dræbt. Hvis buddhistiske munke "ser, hører eller ved" at et levende dyr blev dræbt, specielt så de kunne spise det, skal de nægte at spise det eller det vil blive betragtet som en forseelse.[kilde mangler] Buddhaen frarådede ikke sine tilhængere at spise kød, og lavede heller ikke nogle regler eller forbud mod noget.[kilde mangler] Hans lære siger blot "ved at tage livet fra en levende ting enten ved at dræbe eller lade andre dræbe den for dig eller ved at støtte en sådan syndefuld handling vil du begå en stor synd, men alle er frie til at vælge hvad hans vej er."[kilde mangler]
Inden for Mahayanabuddhisme findes flere sanskrittekster, hvori Buddha instruerer sine tilhængere at undgå kød.[kilde mangler] Mahayanabuddhismen råder munke til at være vegetarer, og det anbefales også til andre troende.[kilde mangler]

## Demografi

### Køn
Et markedsundersøgelse i 1992 af forskningsorganisationen Yankelovich hævdede at "af de 12,4 millioner mennesker i [USA] som kalder sig selv vegetarer, er 68 procent kvinder mens kun 32 procent er mænd."
Nogle undersøgelser viser at vegetariske kvinder har en større sandsynlighed for at føde pigebørn. En undersøgelse af 6.000 gravide kvinder i 1998 "fandt at mens det nationale gennemsnit i Storbritannien er 106 drenge født for hver 100 piger, var fordelingen for vegetariske mødre blot 85 drenge mod 100 piger." Denne forskning blev afvist af Catherine Collins fra det britiske diætistforbund som et "statistisk lykketræf".
Der er en del spekulation om at kost med et højt indhold af soja, på grund af højt indhold af isoflavon, kan have en feminiserende effekt på mennesket pga. de fytoøstrogener det indeholder. Fortalere for denne teori hævder at kost med højt indhold af isoflavoner fremskynder den kvindelige pubertet og forsinker den mandlige. En undersøgelse fra 2001 foretaget af University of Pennsylvania fandt ikke nogle betragtelige forskelle i den senere pubertetsbegyndelse mellem spædbørn opflasket med sojabaseret mælk eller komælk.

### Landespecifik information
I Indien er der ikke kun mærkning af maden, men mange restauranter markedsfører sig enten som "Vegetariske" eller "Ikke-vegetariske". Indiske vegetarer er oftest lakto-vegetarer, og for at tilgodese dem serverer størstedelen af de vegetariske restauranter i Indien mejeriprodukter, mens de undgår æggeprodukter. De fleste vestlige vegetarrestauranter serverer æg og æggebaserede produkter.

Dansk Vegetarisk Forening har i 2017 og 2019 – i samarbejde med Coop Analyse – lavet en undersøgelse om det vegetariske miljø i Danmark.
I undersøgelsen fra 2019 angives det at 2,5 % af danskerne, hvilket svarer til cirka 140.000 personer, lever vegetarisk, herunder en del af disse vegansk. Dvs. disse 2,5 % spiser ikke hverken rødt kød, fjerkræ, fisk, kødpålæg eller biprodukter fra slagtning af dyr. 

I undersøgelsen fra 2017 var det tilsvarende tal 1,8 %.

## Vegetardag
International vegetardag 1. oktober fejres årligt verden over og i Danmark af Dansk Vegetarisk Forening.
Som vegetardage benævnes også udvalgte kødløse dage, fx ugens vegetardag.

## Vegetariske foreninger
- Anima, Foreningen For Alle Dyrs Rettigheder
- Dansk Vegetarforening

## Kendte vegetarer
Se Kategori:Vegetarer